# Мужская сборная Финляндии по волейболу
Мужская сборная команда Финляндии по волейболу (фин. Suomen miesten lentopallomaajoukkue) — команда, представляющая Финляндию на международных соревнованиях по волейболу. Управляется Волейбольной ассоциацией Финляндии (SLeL). Высшее достижение — 4-е место на чемпионате Европы (2007).

## История
Первым международным турниром с участием сборной Финляндии являлся чемпионат мира 1952 года в Москве. Дебют вышел неудачным — финские волейболисты проиграли все свои матчи, взяв лишь одну партию у сборной Ливана, и заняли последнее 11-е место.
В дальнейшем на каждом чемпионате мира и Европы финны после предварительного группового этапа теряли шансы на продолжение борьбы за медали и становились участниками утешительных турниров. Наиболее высокий результат при этом был достигнут на чемпионате Европы 1983 года, где в матчах за 7—12-е места финские волейболисты обыграли Францию, Грецию и Венгрию, в последнем матче уступили Румынии и при равенстве очков с румынской сборной всё же опередили её благодаря лучшему соотношению партий.
Следующие появления сборной Финляндии на крупных турнирах относятся к началу 1990-х годов, когда с ней работали иностранные тренеры — олимпийский чемпион 1976 года поляк Влодзимеж Садальский и известнейший в прошлом тренер сборной СССР Вячеслав Платонов. В 1993 году под началом «Плато», как уважительно называли российского наставника в Стране тысячи озёр, финны впервые выступали в розыгрыше Мировой лиги и из 20 проведённых матчей смогли выиграть лишь один — у южнокорейской команды. В том же году сборная Финляндии была хозяйкой чемпионата Европы, но уровень игры команды не позволял ей рассчитывать на высокие места. После 1997 года северянам в течение десяти лет не удавалось отбираться в финальные стадии европейских чемпионатов.
В 2005 году со сборной Финляндии начал работать итальянский специалист Мауро Берруто. В том сезоне команда стала серебряным призёром Евролиги — опередив в группе сборные Германии и Эстонии, финны вышли в «Финал четырёх», где обыграли Турцию и уступили в финале соревнования, проходившего в Казани, сборной России. Лучшим связующим турнира был признан Симо-Пекка Олли, а лучшим в атаке — диагональный Микко Ойванен, причём для этих игроков (как и для брата-близнеца Микко Ойванена блокирующего Матти) Евролига являлась первым турниром в национальной сборной. Первые в истории финского волейбола медали официального турнира также завоевали Ансси Весанен, Йони Марккула, Исмо Мойланен, Матти Олликайнен, Саули Силпо, Антти Силтала и Теппо Хейккиля.
Росту мастерства финских волейболистов способствовало возвращение с 2006 года в Мировую лигу, а также выступления в клубах ведущих зарубежных чемпионатов. В 2007 году сборная Финляндии добилась наивысшего достижения в своей истории, заняв 4-е место на чемпионате Европы в Москве. В стартовом матче этого турнира подопечные Берруто едва не обыграли действующих чемпионов континента итальянцев, а затем одержали победы над Хорватией, Болгарией, Польшей и Бельгией. К последнему матчу второго группового этапа со сборной России финны, как и россияне, гарантировали себе выход в полуфинал, однако борьба получилась упорной и завершилась тай-брейком, в котором команда Суоми выигрывала 5:0 и 8:5, но упустила победу. Не менее драматичным выдался и полуфинал со сборной Испании, где финны вели 2:1 по сетам и не использовали шансы завершить матч в четвёртой партии, проиграв в равной концовке. Пропустив в итоге испанцев в финал и истратив много сил, северяне в игре за 3-е место уступили бронзовые медали опытной сборной Сербии. По словам Мауро Берруто добиться высокого результата сборной Финляндии помогло неукоснительное следование тренерской философии, а свою команду он назвал «коллективом единомышленников и трудоголиков».
Возможность взять реванш у испанцев предоставилась в квалификационном турнире Олимпийских игр, но в полуфинале проходившего в Измире турнира, финская сборная вновь оказалась слабее пиренейской команды (1:3) и прекратила борьбу за путёвку на пекинскую Олимпиаду.
Неоднозначным получился сезон 2009 года. 4 июля в матче Мировой лиги в Тампере сборная Финляндии одержала победу над бразильцами — 3:2 (22:25, 23:25, 25:22, 25:22, 17:15) и стала в итоге единственной на турнире командой, сумевшей обыграть сильнейшую сборную последних лет. Однако новые старты обернулись разочарованием — в августе в том же Тампере финны не смогли завоевать путёвку на чемпионат мира 2010 года, а в сентябре невыразительно выступили на чемпионате Европы.
В 2011—2012 годах в должности главного тренера сборной Финляндии работал аргентинец Даниэль Кастельяни, ранее занимавший этот пост в сборной Польши. В январе 2013 года команду возглавил её многолетний капитан Туомас Саммелвуо. На чемпионате Европы 2013 года финны заняли первое место в своей группе и напрямую вышли в четвертьфинал, в котором со счётом 1:3 уступили команде своего прежнего тренера Мауро Берруто — сборной Италии.
В январе 2014 года сборная Финляндии стала одним из победителей третьего, решающего, раунда отборочного турнира чемпионата мира и впервые с 1982 года получила право сыграть в финальной стадии мирового первенства. Итогом выступления команды Туомаса Саммелвуо стало 5-е место в группе второго этапа и 9-е в итоговой классификации. На чемпионатах Европы 2015 и 2017 годов финская сборная выбывала из борьбы после первого раунда плей-офф. В апреле 2019 года после назначения Саммелвуо на должность главного тренера сборной России наставником сборной Финляндии стал британский тренер Джоэл Бэнкс.

## Результаты выступлений

### Чемпионаты мира
| \| Год \| И \| В \| П \| С/П \| Место \| \| ----- \| -- \| -- \| -- \| ------ \| ----- \| \| 1952 \| 7 \| 0 \| 7 \| 1:21 \| 11-е \| \| 1962 \| 10 \| 1 \| 9 \| 7:27 \| 18-е \| \| 1966 \| 9 \| 3 \| 6 \| 12:20 \| 19-е \| \| 1970 \| 11 \| 4 \| 7 \| 17:24 \| 20-е \| \| 1978 \| 9 \| 4 \| 5 \| 18:18 \| 17-е \| \| 1982 \| 9 \| 4 \| 5 \| 17:18 \| 17-е \| \| 2014 \| 9 \| 4 \| 5 \| 15:17 \| 9-е \| \| 2018 \| 8 \| 2 \| 6 \| 10:21 \| 16-е \| \| Всего \| 72 \| 22 \| 50 \| 97:166 \| \| |    | 1952: Эло Бломквист, Олави Кауханен, Эркки Куусинен, Эке Метхер, Бёрье Нордман, Тармо Рипатти, Симо Сайранен, Хирво Салонен, Армас Седерберг, Нийло Сярккя, Курт Угельдаль, Эркки Хейнонен. Тренер — Эйнар Линдстрём. 2014: Лаури Керминен, Ээмели Коуки, Олли Куннари, Юкка Лехтонен, Матти Ойванен, Микко Ойванен, Олли-Пекка Оянсиву, Урпо Сивула, Томми Сиириля, Антти Силтала, Ээми Тервапортти, Тимо Толванен, Константин Шумов, Микко Эско. Тренер — Туомас Саммелвуо. 2018: Никлас Брейлин, Лаури Керминен, Самули Кайсласало, Маркус Каурто, Элвис Крастиньш, Сакари Мякинен, Хенрик Поркка, Антти Ронкайнен, Урпо Сивула, Томми Сиириля, Саули Синкконен, Нико Суйхконен, Ээми Тервапортти, Микко Эско. Тренер — Туомас Саммелвуо. |    |        |       |
| Год | И  | В | П  | С/П    | Место |
| 1952 | 7  | 0 | 7  | 1:21   | 11-е  |
| 1962 | 10 | 1 | 9  | 7:27   | 18-е  |
| 1966 | 9  | 3 | 6  | 12:20  | 19-е  |
| 1970 | 11 | 4 | 7  | 17:24  | 20-е  |
| 1978 | 9  | 4 | 5  | 18:18  | 17-е  |
| 1982 | 9  | 4 | 5  | 17:18  | 17-е  |
| 2014 | 9  | 4 | 5  | 15:17  | 9-е   |
| 2018 | 8  | 2 | 6  | 10:21  | 16-е  |
| Всего | 72 | 22 | 50 | 97:166 |       |

### Чемпионаты Европы
| \| Год \| И \| В \| П \| С/П \| Место \| \| ----- \| --- \| -- \| -- \| ------- \| ----- \| \| 1955 \| 8 \| 3 \| 5 \| 13:17 \| 11-е \| \| 1958 \| 11 \| 4 \| 7 \| 18:26 \| 14-е \| \| 1963 \| 10 \| 3 \| 7 \| 12:23 \| 14-е \| \| 1967 \| 7 \| 3 \| 4 \| 12:14 \| 17-е \| \| 1971 \| 7 \| 5 \| 2 \| 16:10 \| 13-е \| \| 1977 \| 7 \| 2 \| 5 \| 10:17 \| 11-е \| \| 1981 \| 7 \| 2 \| 5 \| 13:16 \| 9-е \| \| 1983 \| 7 \| 4 \| 3 \| 13:12 \| 7-е \| \| 1991 \| 7 \| 2 \| 5 \| 10:19 \| 8-е \| \| 1993 \| 5 \| 1 \| 4 \| 8:13 \| 9-е \| \| 1997 \| 5 \| 0 \| 5 \| 3:15 \| 11-е \| \| 2007 \| 8 \| 4 \| 4 \| 14:12 \| 4-е \| \| 2009 \| 6 \| 1 \| 5 \| 5:15 \| 12-е \| \| 2011 \| 5 \| 2 \| 3 \| 8:11 \| 8-е \| \| 2013 \| 4 \| 2 \| 2 \| 7:8 \| 8-е \| \| 2015 \| 4 \| 1 \| 3 \| 3:9 \| 12-е \| \| 2017 \| 4 \| 1 \| 3 \| 4:11 \| 12-е \| \| 2019 \| 6 \| 2 \| 4 \| 9:15 \| 14-е \| \| 2021 \| 6 \| 3 \| 3 \| 11:12 \| 12-е \| \| 2023 \| 5 \| 1 \| 4 \| 7:12 \| 19-е \| \| Всего \| 129 \| 46 \| 83 \| 196:287 \| \| |     | 1955: Эро Валлениус, Вейкко Лехтеря, Раймо Лехто, Курт Лиуха, Матти Лёфтман, Эке Метхер, Кайну Миккола, Реййо Микконен, Раймо Рахикайнен, Тармо Рипатти, Эркки Хейнонен, Эско Хяккинен. Тренер — Тайсто Хейнонен. 2007: Тапио Кангасниеми, Олли Куннари, Матти Ойванен, Микко Ойванен, Симо-Пекка Олли, Туомас Саммелвуо, Урпо Сивула, Антти Силтала, Янне Хейккинен, Матти Хейтанен, Константин Шумов, Микко Эско. Тренер — Мауро Берруто. 2009: Олли Куннари, Юкка Лехтонен, Ессе Мянтюля, Матти Ойванен, Микко Ойванен, Симо-Пекка Олли, Олли-Пекка Оянсиву, Туомас Саммелвуо, Урпо Сивула, Антти Силтала, Матти Хейтанен, Паси Хивяринен, Константин Шумов, Микко Эско. Тренер — Мауро Берруто. 2011: Олли Куннари, Юкка Лехтонен, Ессе Мянтюля, Матти Ойванен, Микко Ойванен, Туомас Саммелвуо, Урпо Сивула, Антти Силтала, Ээми Тервапортти, Яри Туоминен, Матти Хейтанен, Паси Хивяринен, Константин Шумов, Микко Эско. Тренер — Даниэль Кастельяни. 2013: Лаури Керминен, Олли Куннари, Юкка Лехтонен, Никлас Сеппянен, Ээми Тервапортти, Матти Ойванен, Микко Ойванен, Юхо Раяла, Урпо Сивула, Антти Силтала, Константин Шумов, Микко Эско. Тренер — Туомас Саммелвуо. 2015: Лаури Керминен, Олли Куннари, Юкка Лехтонен, Микко Ойванен, Олли-Пекка Оянсиву, Никлас Сеппянен, Урпо Сивула, Томми Сиириля, Антти Силтала, Саули Синкконен, Ээми Тервапортти, Паси Хивяринен, Константин Шумов, Вилле Юнтура. Тренер — Туомас Саммелвуо. 2017: Маркус Каурто, Лаури Керминен, Элвис Крастиньш, Олли-Пекка Оянсиву, Ээту Пеннанен, Хенрик Поркка, Антти Роппонен, Никлас Сеппянен, Антти Силтала, Саули Синкконен, Ээми Тервапортти, Нико Хаапакоски, Ян Хелениус. Тренер — Туомас Саммелвуо. 2019: Фёдор Иванов, Самули Кайсласало, Маркус Каурто, Лаури Керминен, Элвис Крастиньш, Аксели Ланкинен, Хенрик Поркка, Антти Ронкайнен, Урпо Сивула, Томми Сиириля, Антти Силтала, Саули Синкконен, Нико Суйхконен, Ээми Тервапортти. Тренер — Джоэл Бэнкс. 2021: Йоонас Йокела, Лаури Керминен, Войтто Кёуккя, Сакари Мякинен, Ааро Никула, Антти Ронкайнен, Урпо Сивула, Томми Сиириля, Саули Синкконен, Никлас Сеппянен, Нико Суйхконен, Ээми Тервапортти, Микко Эско, Мики Яухиайнен. Тренер — Джоэл Бэнкс. |    |         |       |
| Год | И   | В | П  | С/П     | Место |
| 1955 | 8   | 3 | 5  | 13:17   | 11-е  |
| 1958 | 11  | 4 | 7  | 18:26   | 14-е  |
| 1963 | 10  | 3 | 7  | 12:23   | 14-е  |
| 1967 | 7   | 3 | 4  | 12:14   | 17-е  |
| 1971 | 7   | 5 | 2  | 16:10   | 13-е  |
| 1977 | 7   | 2 | 5  | 10:17   | 11-е  |
| 1981 | 7   | 2 | 5  | 13:16   | 9-е   |
| 1983 | 7   | 4 | 3  | 13:12   | 7-е   |
| 1991 | 7   | 2 | 5  | 10:19   | 8-е   |
| 1993 | 5   | 1 | 4  | 8:13    | 9-е   |
| 1997 | 5   | 0 | 5  | 3:15    | 11-е  |
| 2007 | 8   | 4 | 4  | 14:12   | 4-е   |
| 2009 | 6   | 1 | 5  | 5:15    | 12-е  |
| 2011 | 5   | 2 | 3  | 8:11    | 8-е   |
| 2013 | 4   | 2 | 2  | 7:8     | 8-е   |
| 2015 | 4   | 1 | 3  | 3:9     | 12-е  |
| 2017 | 4   | 1 | 3  | 4:11    | 12-е  |
| 2019 | 6   | 2 | 4  | 9:15    | 14-е  |
| 2021 | 6   | 3 | 3  | 11:12   | 12-е  |
| 2023 | 5   | 1 | 4  | 7:12    | 19-е  |
| Всего | 129 | 46 | 83 | 196:287 |       |

### Мировая лига
- 1993 — 12-е место
- 2006 — 10-е место
- 2007 — 7-е место
- 2008 — 10-е место
- 2009 — 8-е место
- 2010 — 13-е место
- 2011 — 10-е место
- 2012 — 13-е место
- 2013 — 16-е место
- 2014 — 16-е место
- 2015 — 15-е место
- 2016 — 17-е место
- 2017 — 21-е место

### Евролига
- 2004 — 6-е место
- 2005 — 2-е место
- 2018 — 7-е место
- 2019 — 11-е место
- 2022 — 13-е место
- 2023 — 6-е место
- 2024 — 7-е место
- 2025 — 1-е место

## Тренеры
- 1962—1968 — Кайну Миккола
- 1968—1973 — Харри Сунделл
- 1974—1982 — Хейкки Монтонен
- 1983 — Рейно Косонен
- 1984 — Юкка Кутила
- 1985 — Владимир Сирвон
- 1986 — Пертти Лааксонен
- 1987—1992 — Влодзимеж Садальский (Польша)
- 1992—1995 — Вячеслав Платонов (Россия)
- 1995—2004 — Тимо Хойвала
- 2005—2010 — Мауро Берруто (Италия)
- 2011—2012 — Даниэль Кастельяни (Аргентина)
- 2013—2019 — Туомас Саммелвуо
- 2019—2023 — Джоэл Бэнкс (Великобритания)
- С 2023 — Олли Куннари

## Текущий состав
Состав сборной Финляндии на чемпионате Европы-2023
| №                            | Имя               | Дата рождения            | Рост      | Клуб                  |
| Связующие                    | Связующие         | Связующие                | Связующие | Связующие             |
| ---------------------------- | ----------------- | ------------------------ | --------- | --------------------- |
| 2                            | Ээми Тервапортти  | 26 июля 1989 (35 лет)    | 193       | «Ястшембский Венгель» |
| 21                           | Фёдор Иванов      | 1 декабря 2000 (24 года) | 193       | «Гизен»               |
| Диагональные                 |                   |                          |           |                       |
| 12                           | Ааро Никула       | 23 марта 1999 (26 лет)   | 212       | «Аркада»              |
| 13                           | Йоонас Йокела     | 12 декабря 1998 (26 лет) | 202       | «Саво»                |
| 16                           | Самули Кайсласало | 3 августа 1995 (29 лет)  | 203       | «Орион»               |
| Доигровщики                  |                   |                          |           |                       |
| 3                            | Йири Хяннинен     | 12 мая 1998 (27 лет)     | 193       | «Берлин»              |
| 7                            | Нико Суйхконен    | 11 апреля 1999 (26 лет)  | 191       | «Шомон»               |
| 10                           | Лука Марттила     | 30 июня 2003 (22 года)   | 197       | «Монца»               |
| 23                           | Сакари Мякинен    | 19 января 1995 (30 лет)  | 189       | «Орион»               |
| Центральные блокирующие      |                   |                          |           |                       |
| 5                            | Алексей Жбанков   | 18 июля 2003 (21 год)    | 204       | «Лойму»               |
| 11                           | Миика Хаапаниеми  | 6 февраля 2004 (21 год)  | 203       | «Хуррикаани»          |
| 14                           | Нуутти Нийниваара | 29 июля 1998 (26 лет)    | 199       | «Хуррикаани»          |
| Либеро                       |                   |                          |           |                       |
| 8                            | Войтто Кёуккя     | 9 июля 1999 (26 лет)     | 179       | «Трефль»              |
| 19                           | Никлас Брейлин    | 8 сентября 1999 (25 лет) | 178       | «Гизен»               |
| Главный тренер — Джоэл Бэнкс |                   |                          |           |                       |